# (221019) Raine
(221019) Raine est un astéroïde de la ceinture principale.

## Description
(221019) Raine est un astéroïde de la ceinture principale. Il fut découvert le 13 août 2005 à Wrightwood par James Whitney Young. Il présente une orbite caractérisée par un demi-grand axe de 2,46 UA, une excentricité de 0,21 et une inclinaison de 1,9° par rapport à l'écliptique.

## Compléments